# Pierre Schyven

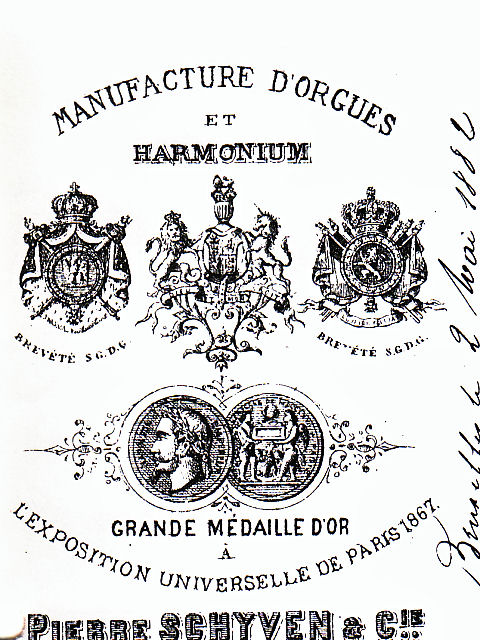

Pierre Schyven (* 22 décembre 1827 à Ixelles; † 6 juin 1916 à Ixelles) est un facteur d'orgue belge. Son nom de famille est parfois orthographié Schijven dans les publications de langue flamande.
Apprenti chez Joseph Merklin dès la formation de l'atelier en 1843, il est nommé huit ans plus tard contremaître et chef d'atelier. Il représente Merklin à partir de 1870 lorsque celui-ci abandonne ses ateliers en Belgique. En 1873 ou 1875 (on trouve les deux dates dans la même source) il établit sa propre firme "Pierre Schyven & Cie", sise 25 rue Francart à Ixelles. Il exerce jusque vers 1902, date à laquelle la firme est rebaptisée "P. Schyven et fils", avec pour siège le 19, rue Francart. Schyven construisit plus de cent instruments principalement en Belgique, et 34 en France, 4 en Angleterre, 5 en Amérique du Sud, 1 en Australie, et un certain nombre aux Pays-Bas. Son fils François poursuit les activités jusqu'à la 1re guerre mondiale. Les orgues de cette période sont signés "Pierre Schyven & fils".

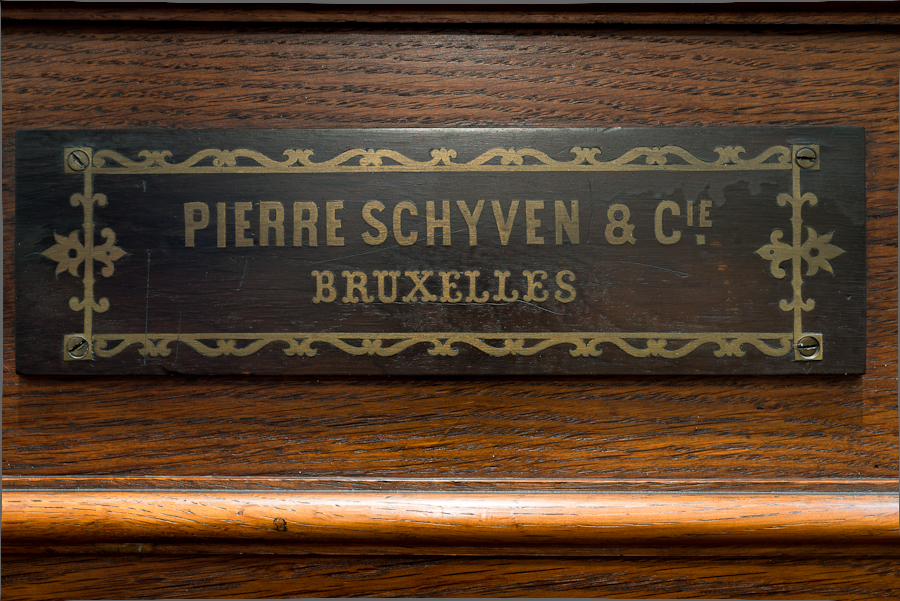
Marque de fabrique P. Schyven & Cie (orgue de St Calixte à Lambersart, France, 1896)

Travaillant initialement dans le même style que Joseph Merklin, il se fait ensuite remarquer en introduisant un système de dédoublement, breveté en 1882 pour les sommiers à pistons, puis en 1883 pour les sommiers à registres. Plus tard, il utilisera un système pneumatique tubulaire dérivé de celui de Weigle.

## Œuvres
(C) = construction

### en Belgique
- 1874 Bruxelles, collégiale Notre-Dame de Laeken
- 1876 Bruges, Magdalenakerk (Ste Marie Madeleine), avec de nombreux dédoublements
- 1878  Bouillon, église Saints-Pierre-et-Paul[1]
- 1879 Châtelet
- 1881 Mons, église Saint-Nicolas-en-Havré
- 1888 Antoing, église décanale Saint-Pierre : 2 claviers (56) et pédalier (27) mécanique de 21 jeux (modifié par Georges Delmotte en 1972)
- 1888 Liège, Salle Philharmonique[2]
- 1888 Courtrai, église décanale Saint-Martin ; fortement remanié par Loncke en 1954
- 1890 Bruxelles, église Notre-Dame de la Chapelle[3] ; transmissions tubulaires
- 1891 Anvers, Grand orgue de la cathédrale Notre-Dame d'Anvers - préservé
- 1892 Malines, église Saints-Pierre-et-Paul (Sint-Pieter-en-Pauluskerk), dans un buffet baroque de 1713
- 1892 Braine-le-Comte, église Saint-Géry, "Schyven romantique – 25 jeux – à traction mécanique"
- 1898 Tongre-Notre-Dame, Basilique Notre-Dame[4]
- 1900 Ostende, couvent des religieuses du Sacré-Cœur, avec dédoublements et extensions. Orgue transféré en 1980 à Stene, St François d'Assise
- 1905 Gullegem (Wevelgem), église Saint-Amand
- 1907 Ostende, église Saints-Pierre-et-Paul (Sint-Pieter-en-Pauluskerk)

### en France
- 1874 Douai, St Jacques, orgue de chœur (C)
- 1875 Wambrechies (près de Lille, France), St Vaast[5] (C) - préservé
- 1879 Charleville (Ardennes), N.D. devenue par la suite St Remi
- 1880 Lille, N.D. de Consolation[6] ; mécanique avec dédoublements (C) - préservé
- 1880 Douai, St Jacques[7] (C)
- 1881 Reims, St Thomas
- 1883 Lille, Sacré-Cœur[8] (C) - préservé
- 1884 Lille, Ste Catherine [9] (C) - préservé
- 1885 Roubaix, Ste Elisabeth (C) - préservé
- 1886 Reims, St Jacques - complètement transformé par Gonzalez
- 1894 ou 1896 Lambersart (Lille), St Calixte (C) [10]; transmissions tubulaires - préservé
- 1895 Lille, Ste Marie Madeleine (traction et registration pneumatiques)[11] (C) - en ruine, tuyauterie disparue
- 1897 Cambrai, N.D. de Grâce - reconstruit par Auguste Convers
- 1898 Aÿ, St Brice (transformé depuis par A. Kern)
- 1901 Tourcoing, Sacré-Cœur (pneumatique) (C) [12] - préservé
- 1938 Noyen-sur-Sarthe, Eglise Saint-Germain, orgue inauguré le 21 juillet 1938. L'orgue est financé par un nouvel impôt sur les chasses gardées mis en place par le maire Albert Leret d'Aubigny - préservé

Date à préciser :
- Châlons en Champagne, St Jean, orgue de chœur ; mécanique avec dédoublements et extensions (C) - préservé
- Roubaix, St Rédempteur, orgue de tribune ; deux claviers et pédalier, transmissions pneumatiques (C) [13] - préservé
- Lille, Ste Catherine, orgue de chœur (système à transmissions) : sans doute après 1879 (C) [14]. - disparu